# O carro e o home
O carro e o home es una película documental en blanco y negro dirigida por Antonio Fernández-Román y guionizada entre Xaquín Lorenzo y el propio Antonio Román. Fue rodada en 1940 y estrenadada en 1945. Finalizado el rodaje, la película quedó sin sonorizar. Xaquín Lorenzo guardó una copia en Orense, que se restauró y sonorizó en 1980 gracias al impulso de Eloy Lozano y la colaboración del Museo del Pueblo Gallego. Carlos Serrano de Osma sonorizó otra copia por su cuenta en 1945.
Es un relato de la vida del carro gallego, en la cual intervienen vecinos de la aldea de Facós, en el ayuntamiento orensano de Lobera. Xaquín Lorenzo y Antonio Román se acercan a la vida en el rural a través del carro, un símbolo de la cultura material gallega.

## Argumento
El carro representa más que un transporte de labor en la Galicia rural. Formaba parte del trabajo, de la cultura, del paisaje y del ocio de los labradores. Así, se muestra el ciclo de vida de un carro desde su construcción hasta su "muerte", además de otras tareas de la vida cotidiana de la aldea como la trilla o la confección del lino.

## Producción
El film se hizo con pocos medios, aprovechando que Antonio Román tenía su propia cámara y una pequeña moviola en la casa. Tenía un presupuesto de 8.000 ptas (48 euros) que se invirtieron para llevar al laboratorio los 100 planos de los que se compone.

## Galardones
- 1945: Sindicato Nacional del Espectáculo.[1]